# Viper Racing
Viper Racing – komputerowa gra wyścigowa wydana na platformę Windows w 1998 roku. Była to pierwsza gra wyprodukowana przez Monster Games.
W grze ścigamy się wyłącznie samochodami Dodge Viper. Chociaż jest niewiele tras, gra ma rozbudowane opcje. Jest m.in. możliwość dowolnej zmiany wyglądu pojazdu (kolor itp.).